# Гендерное выражение
Ге́ндерное выражение, ге́ндерная экспрессия или ге́ндерное представление — это поведение, манеры, интересы и внешний вид человека, которые связаны с полом в конкретном культурном контексте, особенно с категориями женственности или мужественности. Это также включает в себя гендерные роли. Эти категории основаны на стереотипах о гендере.
Люди, чьё гендерное выражение не вписывается в существующие социальные нормы, подвергаются гендерному надзору — принуждению к следованию принятым в обществе гендерным нормам. Согласно квир-теоретической концепции Джудит Батлер, социальные санкции и табу вынуждают формирование гендерной идентичности.

## Определение
Гендерное выражение обычно отражает гендерную идентичность человека (его внутреннее ощущение своего пола), но это не всегда так. Гендерное выражение не зависит от сексуальной ориентации и пола, определённого при рождении. Тип гендерного выражения, который считается нетипичным для внешне воспринимаемого пола человека, может быть описан как гендерно-неконформный.
Типичное для мужчин и мальчиков гендерное выражение называют маскулинностью, в то время как типичное для женщин и девочек гендерное выражение называют женственностью.
У мужчин атипичное или женское выражение называется женоподобным. Девочки и молодые женщины, проявляющие маскулинное гендерное выражение, не зависимо от сексуальной ориентации, называются томбоями.
У лесбиянок и квир-женщин маскулинные и феминные выражения известны как «буч» и «фэм» соответственно. 
Смесь типичного и атипичного проявления может быть описана как андрогинность. Тип выражения, который не воспринимается как типично женское или мужское, может быть описан как гендерно-нейтральный или недифференцированный.
Термин «гендерное выражение» используется в Джокьякартских принципах, которые касаются применения международного права прав человека в отношении сексуальной ориентации, гендерной идентичности, гендерного выражения и половых характеристик. Этот термин также обозначает критерий защиты прав человека в некоторых странах, например в Канаде.

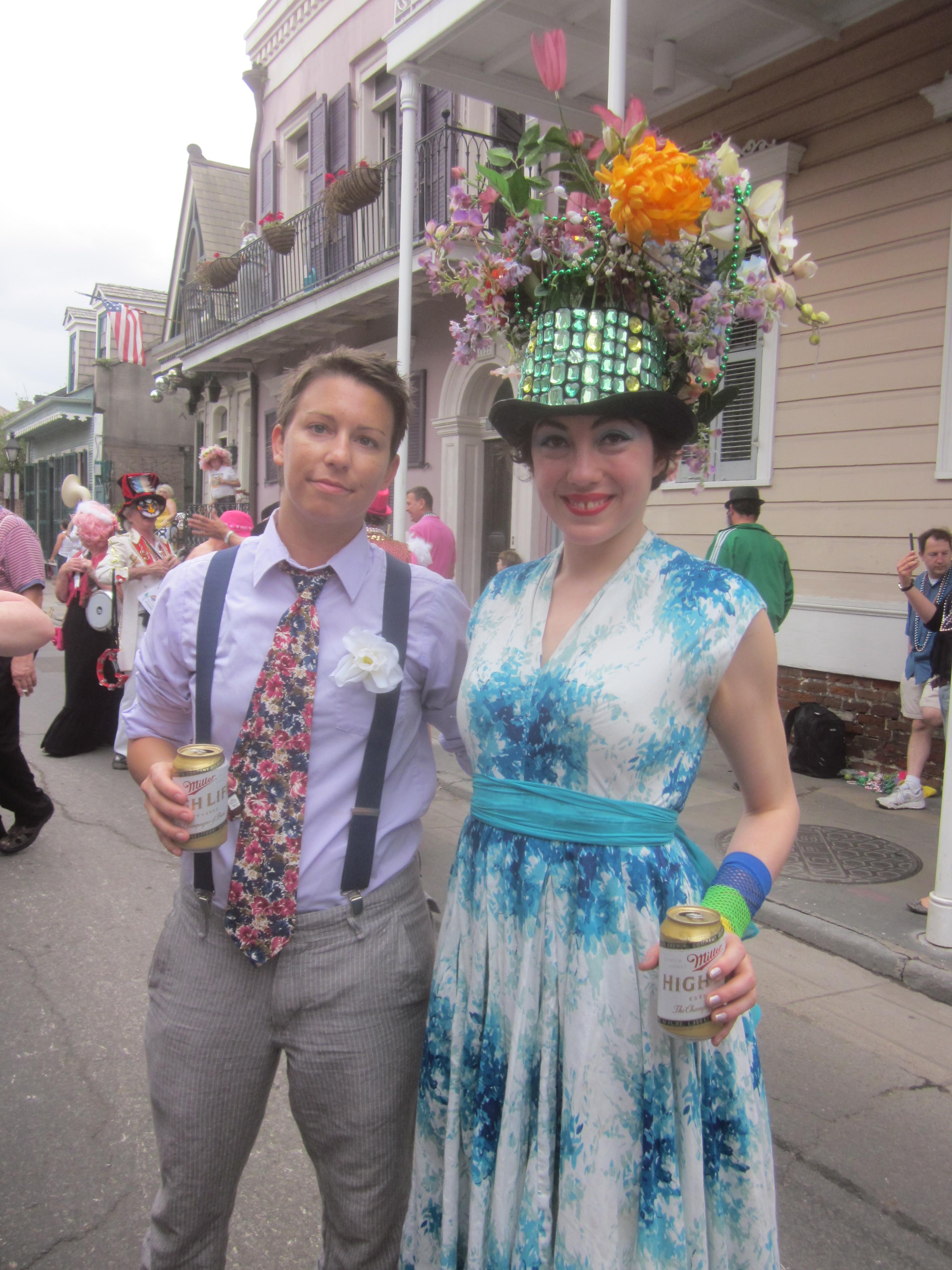
Easter in New Orleans.The Gay Easter Parade in the French Quarter.

## Путаница между гендерным самовыражением и сексуальной ориентацией
Хотя гендерное выражение не обязательно связано с сексуальностью, люди часто ошибочно интерпретируются как более мужественные, если они лесбиянки, и более женственные, если они геи, независимо от гендерного самовыражения. Эти убеждения могут привести к тому, что люди неверно истолковывают гендерное выражение человека в зависимости от его сексуальной ориентации. Исследования, проведённые Стейси Хорн, среди подростков показали, что геи и лесбиянки, которые не выражали себя в соответствии с назначенным им полом, считались менее приемлемыми. Лица, которые выражали себя в соответствии с назначенным им полом, обычно меньше подвергались социальному преследованию и дискриминации. С другой стороны, гетеросексуальные мужчины, гендерное выражение которых было более женственным, чем мужским, подвергались наибольшей дискриминации.
Теория «гетеросексуальной матрицы», созданная гендерным теоретиком Джудит Батлер, утверждает, что люди часто предполагают чью-то сексуальность на основе видимого гендера и пола. Лиза Диш утверждает, что это объясняет, почему люди склонны предполагать гендерное выражение на основе пола и сексуальности.

## Связанные термины
Существуют и другие, более редкие термины для обозначения аспектов гендерного выражения. В академических источниках женское гендерное выражение у мужчин (любой ориентации) может быть названо гинемимезисом (прилагательное: гинемиметик). Обратное — андромимесис (прил.: андромиметик).

## Использованная литература
- Саммерс, Рэндал В. (2016). Социальная психология: как другие люди влияют на наши мысли и действия [2 тома] . ABC-CLIO. п. 232. ISBN 9781610695923.
- Американская психологическая ассоциация (декабрь 2015 г.). «Рекомендации по психологической практике с трансгендерами и гендерно неконформными людьми» (PDF) . Американский психолог . 70 (9): 861. DOI : 10,1037 / a0039906 . PMID 26653312.
- «Пол, гендерная идентичность и гендерное выражение» . Правительство Альберты . Проверено 20 сен 2020 .
- Принципы Джокьякарты плюс 10
- Макфарлейн, Эммет (2018). Изменение политики, суды и Конституция Канады . Университет Торонто Пресс. п. 391.
- Хорн, Стейси С. «Принятие подростками однополых сверстников на основе сексуальной ориентации и гендерного выражения» . Журнал молодёжи и отрочества. 36 (3): 373—373. DOI : 10.1007 / s10964-007-9176-4 .
- Диш, Лиза. «Джудит Батлер и политика перформативного». Политическая теория . 27 (4): 545—559. DOI : 10.1177 / 0090591799027004006.
- Денни, Даллас (13 мая 2013 г.). Современные концепции трансгендерной идентичности . Лондон: Рутледж. С. 402, 412—414. ISBN 978-1-134-82110-5. OCLC 1100456679 .
- Вайнрих, Джеймс Д. (1987). Сексуальные пейзажи: почему мы такие, какие мы есть, почему мы любим тех, кого любим . Скрибнера. С. 276—277. ISBN 978-0-684-18705-1. OCLC 299414370 .
- Мани, Джон (30 декабря 2010 г.). Грех, наука и секс-полиция: очерки сексологии и сексософии. Прометей. С. 246-. ISBN 978-1-61592-830-9. OCLC 1131230541.